# Озёра Якутии

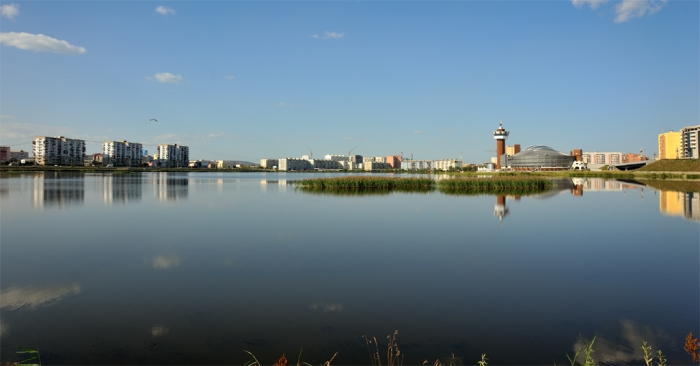
Озеро Сайсары в черте города Якутска

Озёра Яку́тии — совокупность озёр Республики Саха (Якутия).

## География
В Якутии насчитывается около 800 тыс. озёр. Подавляющее их большинство характеризуется небольшой площадью и малой глубиной. Лишь 32 озера имеют площадь более 50 км² каждое, 10 из них — более 100 км². Наибольшее сосредоточение крупных озёр и вообще озёр наблюдается на северо-востоке республики — в пределах Яно-Индигирской, Абыйской (Среднеиндигирской) и Колымской низменностей. Самыми крупными по площади водного зеркала озёрами Якутии являются:
- Моготоево (323 км²) к С-З от устья реки Индигирки, Аллаиховский район;
- Бустах (249 км²) на крайнем севере Яно-Индигирской низменности, Усть-Янский район;
- Нерпичье (237 км²), в низовьях реки Колымы, Нижнеколымский район;
- Большое Морское (205 км²) к С-З от устья Колымы, Нижнеколымский район;
- Ожогино (157 км²) на Среднеиндигирской низменности, на границе Аллаиховского и Абыйского районов;
- Солунтах (131 км²) к З от Хромской губы, Аллаиховский район;
- Чукочье (120 км²) рядом с Нерпичьим, Нижнеколымский район;
- Павылон (119 км²) на Ю-З Колымской низменности, Среднеколымский район;
- Илиргыткин (115 км²) к С от Большого Морского, Нижнеколымский район;
- Ниджили (115 км²) в низовьях реки Вилюй, Кобяйский район.

До сих пор недостаточно известны глубины многих озёр Якутии. Измеренные глубины озера Большое Токо (Нерюнгринский район) — 72 м, Муосаны (Сунтарский улус) — 64 м, Биллях (Сунтарский) — 52 м. Глубоководные озёра находят в межгорных котловинах — так, глубина озера Инкан (Момский улус) — 61 м, озера Ворота (Оймяконский улус) — 60 м, озера Лабынкыр (Оймяконский) — 52 м.
Самый распространённый по способу образования тип озёр в Якутии — термокарстовые озёра, ими изобилуют равнины и низменности Центральной и Северной Якутии. Эти озёра образовались в результате проседания грунта на месте протаивания подземных льдов. Со временем эти небольшие и неглубокие озёра высыхают и на их месте появляются аласы. Наиболее крупными аласами Центральной Якутии являются Мюрю, Тюнгюлю, Мооро, Майя, Бэдьи, Табага, Ханга и др.
Карстовые озёра формируются в результате растворения водой горных пород (известняки, гипс, соляные пласты и т. д.). Эти небольшие, но глубокие озёра имеются на территории Олёкминского и Сунтарского улусов. Карстовое озеро Муосаны (Сунтарский) — одно из глубоких озёр республики (64 м — измеренная глубина).
Речные озёра образуются в результате отделения от реки проток и участков старого русла, либо при затоплении полыми водами пониженных участков. Таких озёр много по долинам крупных и средних рек. Обычно они небольшие и имеют вытянутую или подковообразную форму, глубина до 5-10 м.
Лагунные озёра образуются у морских побережий в результате отделения от моря мелководных заливов и бухт наносимыми мелкоземистыми косами и пересыпями. Примером лагунных озёр могут служить озёра Морское и Моготоево.
Тектонические озёра занимают разломы земной коры, возникающие в результате горообразовательных движений. Так образовались котловины озера Лабынкыр (45 км²) в верховьях Индигирки, озёра Большое и Малое Токко в бассейне Учура. Тектонические озёра отличаются большими глубинами и вытянутостью формы.
Ледниковые озёра связаны с районами древнего и современного оледенения. Они подразделяются на каровые, долинные и моренные. Разные по форме и небольшие по размерам ледниковые озёра широко распространены на горной территории республики.
Среди минеральных озёр самыми известными являются Абалах в Мегино-Кангаласском и Кемпендяй в Сунтарском улусах. На лечебных грязях этих озёр функционируют популярные среди населения курорты.